# Kościół Chrystusa z Poselstwem Eliasza

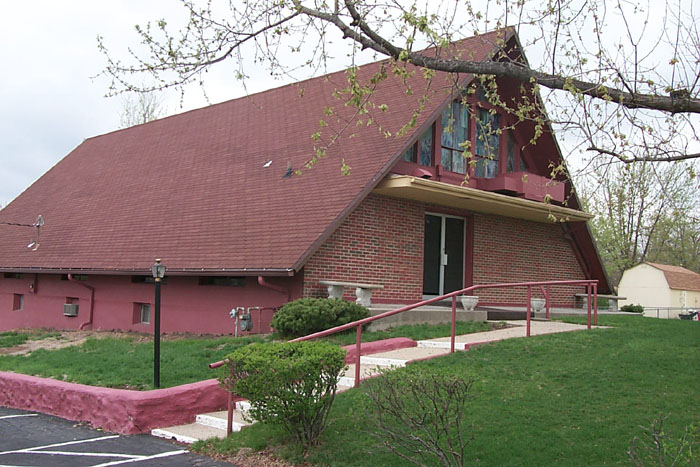
Kościół Chrystusa (Kościół z Poselstwem Eliasza) w Independence w stanie Missouri

Kościół Chrystusa, Kościół z Poselstwem Eliasza (ang. The Church of Christ "The Church With The Elijah Message") – odłam Kościoła Chrystusa – Obszar Świątyni. Jako święte księgi uznają: Biblię króla Jakuba, Słowo Pana (ang. The Word of the Lord – Brought to Manking by an Angel) oraz Księgę Mormona, lecz pod zmienionym tytułem, znaną u nich jako Kronika Nefitów (ang. The Record of The Nephites).
Nie uznają nazywania ich mormonami. Uważają, że Joseph Smith nie został odwiedzony przez Moroniego, lecz przez anioła Nefiego.